# Otto Ameis
Otto Ameis (* 8. Februar 1881 in Hamburg; † 6. Januar 1958 ebenda) war ein deutscher Architekt in Hamburg, dessen Bauten von der Heimatschutz- und Reformarchitektur geprägt sind. Er entwarf Landhäuser und Villen, aber auch zwei innerstädtische Büro- und Geschäftsgebäude.

## Biografie
Otto Ameis machte eine Maurerlehre studierte danach von 1904 bis 1907 Architektur an der Technischen Hochschule Braunschweig und der Technischen Hochschule (Berlin-)Charlottenburg. Ab 1909 betrieb er mit Alfred Jacob ein Architektenbüro in Hamburg. Innerhalb weniger Jahre entstanden dort nach ihren Planungen zahlreiche Landhäuser und einige Geschäftshäuser. Nach dem Ersten Weltkrieg konnte das Büro nicht an die Vorkriegserfolge anknüpfen.
Am 1. Mai 1933 trat Otto Ameis der NSDAP bei. Von 1943 bis 1945 arbeiteten Jacob und Ameis beim Heeresbauamt Hamburg. Nach dem Tod von Jacob 1945 führte Ameis das Architekturbüro alleine weiter. Er befasste sich in der Nachkriegszeit vorwiegend mit dem Wiederaufbau der von ihm entworfenen Bauwerke.
Otto Ameis starb am 6. Januar 1958 in Hamburg und wurde auf dem Friedhof Wohldorf beigesetzt.
1979 wurde der Ameisweg in Hamburg-Bergedorf nach ihm benannt.

## Bauten
| Baujahr   | Art des Gebäudes                  | Anschrift                | Bild | Bemerkung                                                        |
| --------- | --------------------------------- | ------------------------ | ---- | ---------------------------------------------------------------- |
| 1907      | Einfamilienhaus                   | Schleusenredder 21       |      | Wohldorf-Ohlstedt (Walddörfer)                                   |
| 1909      | Landhaus                          | Eichendorffstraße 21     |      | Nienstedten (Elbvororte)                                         |
| 1909      | Villa                             | Reichskanzlerstraße 9    |      | Osdorf (Elbvororte)                                              |
| 1910–1911 | Landhaus                          | Duvenwischen 70          |      | Volksdorf (Walddörfer)                                           |
| 1912      | Wohn- und Geschäftshaus           | Badestraße 1             |      | Rotherbaum                                                       |
| 1912      | Eigenes Wohnhaus                  | Waitzstraße 7            |      | Othmarschen (Elbvororte)                                         |
| 1911–1912 | Wohn- und Geschäftshaus           | Dammtorstraße 27         |      | Haus Goldener Schwan mit Apotheke Hamburg-Neustadt               |
| 1911–1912 | Wohnhaus                          | Diestelstraße 5          |      | Wohldorf-Ohlstedt (Walddörfer)                                   |
| 1911–1912 | Wohn- und Geschäftshaus           | Mittelweg 167            |      | Rotherbaum                                                       |
| 1913      | Geschäftshaus                     | Großneumarkt 37          |      | Pelikan-Apotheke Hamburg-Neustadt                                |
| 1913–1914 | Wohnhaus                          | Duvenstedter Triftweg 30 |      | Wohldorf-Ohlstedt (Walddörfer)                                   |
| 1921      | Villa                             | Heilwigstraße 140        |      | Eppendorf                                                        |
| 1922      | Umbau eines Wohnhauses mit Remise | Jungmannstraße 41        |      | Othmarschen (Elbvororte) (Ursprungsbau 1890 von Albert Winckler) |
| 1923      | Einfamilienhaus                   | Wehlbrook 12             |      | Rahlstedt                                                        |
| 1924      | Haus Roman                        | Maria-Louisen-Straße 132 |      | Winterhude                                                       |